# Tonna ampullacea
Tonna ampullacea is een slakkensoort uit de familie van de Tonnidae. De wetenschappelijke naam van de soort is voor het eerst geldig gepubliceerd in 1845 door Philippi.